# Stig Nihlén

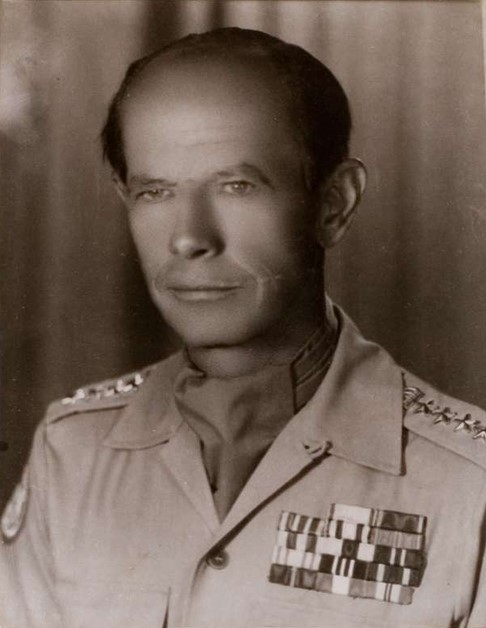
Stig Nihlén som stabschef i UNEF II år 1977.

Stig Alrik Algotsson Nihlén, född 22 april 1919 i Stockholm, död 27 januari 1994 i Bronxville, New York, USA, var en svensk militär (överste 1. graden).

## Biografi
Nihlén avlade studentexamen i Uppsala 1938 och officersexamen 1941. Han blev fänrik vid Svea artilleriregemente (A l) 1941. Nihlén studerade vid Artilleriofficersskolan 1944 och Krigshögskolan 1948–1950. Han tjänstgjorde vid A 1 1941–1954, vid organisationsavdelningen vid arméstaben 1954, var kapten i generalstabskåren 1954–1957, tjänstgjorde vid Bodens artilleriregemente (A 8) 1957–1958 och vid planeringsavdelningen vid försvarsstaben från 1958. Nihlén blev major i generalstabskåren med placering vid försvarsstaben 1959, var förste lärare vid Militärhögskolan 1961–1964, överstelöjtnant vid generalstabskåren 1963 och tjänstgjorde vid A 8 1964–1965. Han var överste och chef för armélinjen vid Militärhögskolan 1966–1970, chef för Gotlands artillerikår (A 7) 1970–1974 och blev överste av 1:a graden 1974. Nihlén var sektionschef vid militärområdesstaben i Nedre Norrlands militärområde 1974–1977 samt stabschef och ställföreträdande chef för United Nations Emergency Force (UNEF) 1977–1979.
Nihlén var medlem av Timmermansorden. Han publicerade skrifter och översättningar av strategiska och politiska arbeten.
Stig Nihlén var son till direktören Algot Nihlén och Helfrid Lunderquist. Han var 1943–1978 gift med Margaretha Dyrssen, dotter till kammarherren Wilhelm Dyrssen och Elisabeth Swartz. Makarna var föräldrar till Elisabeth (född 1944), Carl-Gustaf (född 1947) och Harald (född 1950). År 1979 gifte han om sig med Maryrose S. MacMillan (1935–2018). Stig Nihlén är begravd på Bromma kyrkogård.

## Utmärkelser
- Riddare av Svärdsorden, 1960.[4]
- Kommendör av Svärdsorden, 6 juni 1970.[5]
- Kommendör av första klass av Svärdsorden, 6 juni 1974.[6]
- Centralförbundet för befälsutbildnings silvermedalj.[1]
- Riksförbundet Sveriges lottakårers silvermedalj.[1]
- Frivilliga Motorcykelkårens silvermedalj.[1]
- Frivilliga Automobilkårens silvermedalj.[1]
- Ryttarolympisk förtjänstmedalj.[1]
- Svenska Röda Korsets silvermedalj.[1]
- Svenska Blå Stjärnans silvermedalj.[1]